# Shine (canção de Luna Sea)
"Shine" é o décimo single da banda de rock japonesa Luna Sea, lançado em 3 de junho de 1998 pela MCA Victor. Foi o terceiro dos três singles consecutivos lançados após a banda retomar a atividades, depois do hiato de 1997 em que os membros focaram em suas carreiras solo.

## Composição
"Shine" foi composta pelo baixista J e usada em um comercial da Toyota Motor. O lado-B, "Looper", ganhou este nome devido ao loop de baixo e bateria. Esta não possui um compositor exclusivo, foi criada pelos cinco membros. O rap em inglês é perfomado por Sugizo.

## Recepção e legado
Shine se tornou quinto número 1 da banda na parada semanal da Oricon Singles Chart, permanecendo na parada por oito semanas. Na parada anual, conquistou o 59° lugar. Em junho de 1998, foi certificado disco de platina pela RIAJ por vender mais de 400.000 cópias.
Amber gris fez um cover da canção na compilação Crush! 2 -90's V-Rock Best Hit Cover Songs-, que foi lançado em 23 de novembro de 2011 e apresenta bandas visual kei atuais fazendo covers de bandas que foram importantes para o movimento visual kei dos anos 90.

## Faixas
Todas as letras escritas por Ryuichi. 
| N.º            | Título         | Música         | Duração |  |
| 1.             | "Shine"        | J              | 4:43    |  |
| 2.             | "Looper"       |                | 4:07    |  |
| Duração total: | Duração total: | Duração total: | 8:50    |  |

## Ficha técnica
Luna Sea
- Ryuichi - vocais
- Sugizo - guitarra solo
- Inoran - guitarra rítmica
- J - baixo
- Shinya Yamada - bateria